# Castillon (Alpes-Maritimes)
Castillon (Occitaans: Castilhon; Italiaans: Castiglione) is een gemeente in het Franse departement Alpes-Maritimes in de regio Provence-Alpes-Côte d'Azur en telt 324 inwoners (2005). De plaats maakt deel uit van het arrondissement Nice.

## Geschiedenis
De gemeente maakte deel uit van het kanton Sospel tot dit op 22 maart 2015 werd opgeheven. Castillon werd hierop opgenomen in het op diezelfde dag gevormde kanton Menton.

## Geografie
De oppervlakte van Castillon bedraagt 7,5 km², de bevolkingsdichtheid is 43,2 inwoners per km².
De onderstaande kaart toont de ligging van Castillon (Alpes-Maritimes) met de belangrijkste infrastructuur en aangrenzende gemeenten.

## Demografie
Onderstaande figuur toont het verloop van het inwonertal.
Vanwege een beveiligingsprobleem met de MediaWiki Graph-software is het momenteel niet mogelijk deze grafiek weer te geven. Zodra de software is bijgewerkt zal de grafiek vanzelf weer zichtbaar worden.